# Toulon-sur-Allier
Toulon-sur-Allier is een gemeente in het Franse departement Allier (regio Auvergne-Rhône-Alpes). De plaats maakt deel uit van het arrondissement Moulins. Toulon-sur-Allier telde op 1 januari 2022 1.171 inwoners.

## Geografie
De oppervlakte van Toulon-sur-Allier bedroeg op 1 januari 2022 38,69 vierkante kilometer; de bevolkingsdichtheid was toen 30,3 inwoners per km².

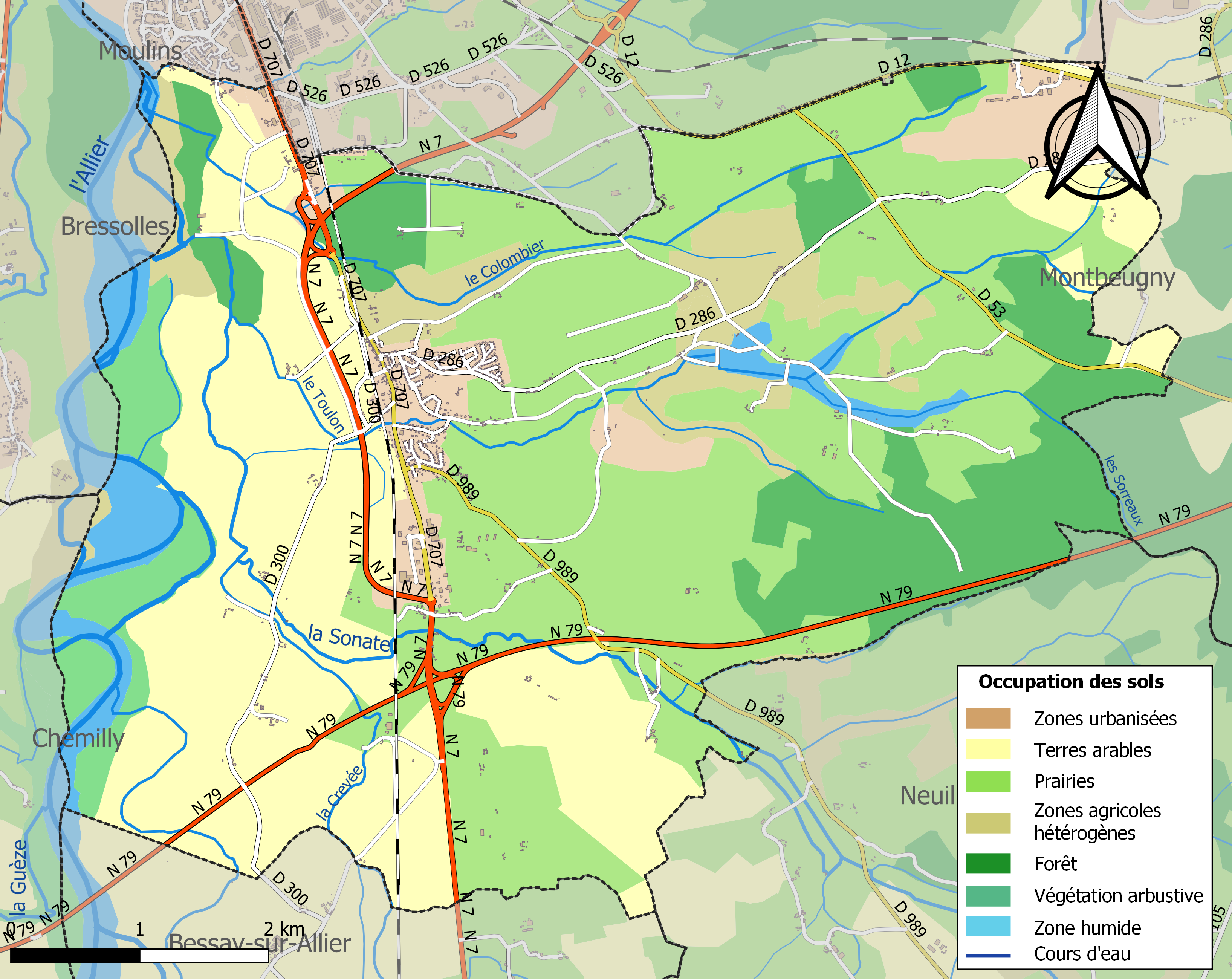
Kaart van de gemeente met de belangrijkste infrastructuur, bodemgebruik en omliggende gemeenten

## Demografie
Onderstaande figuur toont het verloop van het inwonertal (bron: INSEE-tellingen).
Vanwege een beveiligingsprobleem met de MediaWiki Graph-software is het momenteel niet mogelijk deze grafiek weer te geven. Zodra de software is bijgewerkt zal de grafiek vanzelf weer zichtbaar worden.